# Назву себе Гантенбайн
«Нехай мене звуть Ґантенбайн» (нім. Mein Name sei Gantenbein) — роман  швейцарського письменника  Макса Фріша, написаний 1964 року.
Роман будується на припущенні, що людині дано змінюватися безкінечно й повністю вільно.  Фріш дозволяє своєму героєві прожити відразу декілька життів, ставить одночасно декілька досліджень на тому самому майданчикові. В романі відсутня єдина дія, яка розвивалася б послідовно, нема характерів, які розкривалися б поступово. Автор зайнятий іншим. Певна умовна особа — мовець, який веде розповідь, вигадує собі, а заодно й персонажам, з якими він подекуди зливається, можливі біографії та втілення. Сюжет розбирається на епізоди, багато з яких починаються зі слів: «Я уявляю собі…». Введені таким чином історії мають принаймні по два варіанти: праворуч підеш — ліворуч підеш… Наприклад, чоловік та жінка розстаються після проведеної разом ночі. Далі можливими є два шляхи: герой їде й тим самим припиняє щойно розпочату історію, або ж вона стає його життям. Побачивши на мить кадр з власного майбутнього життя, людина розуміє: якщо в жінки, яка чекатиме на нього через багато років на аеродромі, чорне волосся й сірі очі, значить, він той, хто тоді від неї поїхав.
Фріш не дає «додивитись» долі своїх героїв до їх природного кінця. Справа, вважає він, полягає не стільки в тому, чим «все скінчиться», скільки в сутності людини. В пошуках сутності він вільно міняє історії персонажів, міняє, за власним зізнанням, як сукні.
В романі «Нехай мене звуть Ґантенбайн» розказано, наприклад, про акторку Лілю, жінку прекрасну та вітряну. Але пізніше мовець відмовляється від попереднього наміру й робить Лілю італійською графинею. Він змінює справи Лілі та її зв'язки з людьми так же легко, як колір її волосся. Де ж, коли і в якому місці Ліля була більш за все самою собою?
Блискуча знахідка автора — Ґантенбайн починає видавати себе за сліпого. «Сліпий» не бачить омани, непомітно веде закинуте домашнє господарство й підбирає загублені дружиною речі. Але той же образ дозволяє знайти й інший підхід до проблеми: сліпий — це той, хто невільно сприймає людей такими, якими вони хочуть здаватись; той, перед ким легко грати будь-яку роль. Неочікуваним робом при цьому правду й брехню в романі стає важко розрізнити: «Він зустріне пана, який щойно казав про свободу культури, й спитає, чи є в залі ще один пан, який грав таку ж важливу роль при Гітлерові, й не побачить, що це той же пан».
Чи може бути, що «сліпота» для самого Ґантенбайна — це шанс звільнитися від ревнощів, підозрілості, егоїзму, розвинути найкращі сторони своєї особистості? Але якщо мова йдеться про любов, то, як каже сам мовець, «до чого лицемірство?» Адже й силою любові, без образливого розіграшу, можна пробачати, забувати себе і бути, не зважаючи ні на що, щасливим. Живе й відчуває в романі акторка Ліля, лицемірить — Ґантенбайн.
В існуванні персонажів роману (як і в долі Анатоля Штіллера, героя іншого роману Макса Фріша — Штіллер) багато умовного. Ґантенбайн може стати, а може й не стати сліпим; він любить, але іноді це викликає сумніви. Прикриваючись своєї «сліпотою», герой може ухилитися від виконання обов'язку… Постукуючи паличкою, Гантенбайн з'являється на засіданні суду, де, як йому відомо, тільки він може довести невинуватість обвинуваченого: «сліпий» бачив, як він мирно годує лебедів в той же момент, коли відбулось вбивство. Щоб врятувати людину, треба вийти з ролі й виконати обов'язок, який диктується моральними нормами. Але Ґантенбайн і тут невловимий. Все з тією ж м'якою посмішкою, безпорадною посмішкою сліпого, він полишає залу суду, не сказавши правди. То чи є він особистістю?

## Український переклад
Українською мовою роман переклав Петро Таращук.
- Макс Фріш. Нехай мене звуть Ґантенбайн / Пер. з нім. П.Таращука. — Харків: Фоліо, 2010.